# Agalega-eilanden
De Agalega-eilanden zijn twee tot Mauritius behorende eilanden in de Indische Oceaan. Ze hebben een gezamenlijke oppervlakte van zo'n 24 vierkante kilometer en liggen op ongeveer 1122 kilometer ten noorden van Mauritius waarvan ze een afhankelijk gebied zijn.
De belangrijkste plaats op de eilanden, Vingt Cinq, is centraal gelegen op het noordelijke eiland, North Island. Dit eiland huist ook de landingsbaan en de haven van de Agalega-eilanden. Andere dorpen zijn La Fourche en Sainte Rita, dat op het zuidelijke eiland South Island ligt.
De voornaamste industrie van de eilanden is kokosnoten. De eilanden zijn ook bekend om de madagaskardaggekko Phelsuma borbonica, meer specifiek de ondersoort Phelsuma borbonica agalegae, die hier endemisch voorkomt en naar de eilanden vernoemd is.
Eilanden: North Island · South Island

Plaatsen: La Fourche · Sainte Rita · Vingt Cinq